# Крапива Сергій Акакійович
Сергій Акакійович (Олександрович) Крапива (нар. 22 вересня 1923 року, Новоандріївка, Волноваський район, Донецька область — ?) — український композитор-пісенник, баяніст, хоровий диригент, педагог. Заслужений артист УРСР (1973). Учасник німецько-радянської війни, нагороджений орденами і медалями.

## Життєпис
Сергій Акакійович Крапива народився 22 вересня 2023 року на Донеччині у багатодітній родині. Батько майбутнього музиканта А. П. Крапива був шахтарем.
С. А. Крапива змалечку вчився грати на баяні, був учасником сімейного аматорського квінтету під керівництвом батька Акакія Крапиви. Творча діяльність ансамблю висвітлювалася в пресі 1950-х років.
У 1948—1951 рр. навчався у Донецькому музичному училищі (клас баяна І. Г. Миргородського, хорового диригування  — С. С. Фельдмана).
У 1953—1958 рр. навчався у Київській державній консерваторії ім. П. І. Чайковського (клас баяна М. М. Геліса, клас народно-оркестрового диригування — 
Ю. І. Тарнопольського, факультативно навчався у класі композиції А. Г. Свєчнікова).
З 1958 року викладає у Київській державній консерваторії ім. П. І. Чайковського. У 2007—2011 рр. — в. о. професора кафедри народних інструментів.
Засновник і керівник (з 1959 р. по 1977 р.) Українського народного ансамблю пісні і танцю Будинку культури трамвайно-тролейбусного управління Києва.
С. А. Крапива є представником «київської школи» мистецтва гри на баяні. Виступав у складі тріо баяністів з В. С. Паньковим і М. А. Давидовим, в ансамблі виконував партію першого баяна. Співпрацював з Вокальним ансамблем Українського комітету радіоінформації.
Автор пісень, хорових та оригінальних творів (п'єс, етюдів) для баяна: «Пісня про рідну землю» (слова М. Карпенка), «Співа гармонь» (слова В. Шутова), «Ой за річкою, за широкою» (слова Є. Доломана), «Ти лети, наш бiлiй голубочок» (слова народні), «Гомонять» (слова С. Цванга), «Комсомольське весілля» (слова П. Зуба),
Концертна полька для баяна.
У 1951 році пісні С. А. Крапиви «Кажуть, у нас на Донбасі…» (слова С. Цванга) та «Заспівувала дівчина» (слова П. Г. Безпощадного) вийшли окремою платівкою на підприємстві «Апрелєвський завод грамплатівок» (каталоговий номер: 19147). Пісні записано вокальним ансамблем Українського комітету радіоінформації під керівництвом Г. В. Куляби (солістки — Т. Стеценко, А. Родіонова, партія баяна — М. Т. Горенко).
Серед учнів — Микола Буравський, Анатолій Лащенко, Володимир Сіренко, Олександр Клименко, заслужені працівники культури України Олександр Крутоус, Володимир Желудов.